# Carlos Moedas
Carlos Manuel Félix Moedas, né le 10 août 1970 à Beja, est un ingénieur, économiste et un homme politique portugais.
Anciennement secrétaire d'État du Premier ministre portugais, il est commissaire européen à la Recherche, à l'Innovation et à la Science de 2014 à 2019. Il est maire de Lisbonne depuis le 18 octobre 2021.

## Biographie

### Jeunesse
Né à Beja en 1970, il étudie à l'université de Lisbonne, puis est diplômé en 1993 en ingénierie civile par l'Instituto Superior Técnico.
Il passe sa dernière année d'étude à Paris à l'ENPC grâce au programme Erasmus.

### Carrière professionnelle
Après ses études universitaires, Moedas travaille comme chef de projet pour le groupe Suez en France de 1993 à 1998.
Il reprend ensuite des études supérieures (MBA) à la Harvard Business School, diplômé en 2000 et travaille pour Goldman Sachs (dans le secteur fusion-acquisition) puis de la banque d'investissement Eurohypo (dans sa division Investissements) avant de rentrer au Portugal en août 2004 en rejoignant la société de conseil immobilier Aguirre Newman Portugal pour en devenir Managing Partner jusqu'en 2008, année durant laquelle il crée sa propre société de gestion de placements, Crimson Investment management.

## Carrière politique
À la suite de la crise de 2008 et de la zone euro, C. Moedas est nommé coordinateur au sein de l'unité de recherche économique du Parti social-démocrate (PSD).
Avec Eduardo Catroga il conduit les négociations pour le PSD concernant le budget 2011 de l’État du Portugal. Il est ensuite choisi par le PSD pour se présenter aux élections dans la circonscription de Beja lors des élections législatives du 5 juin 2011.
Moedas est élu député au Parlement, devenant le premier député PSD de cette circonscription depuis 1995.
Un jour après en avoir saisi le Parlement, le 21 juin 2011, le premier ministre le nomme à son cabinet comme sous-secrétaire d'État.
Moedas supervise l'ESAME, l'agence créée au Portugal pour surveiller et contrôler la mise en œuvre des réformes structurelles convenues dans le cadre du programme d'assistance par la troïka (composée de la Commission européenne, Banque centrale européenne et le Fonds monétaire international.
En 2014, Pedro Passos Coelho, Premier ministre du Portugal, le propose comme commissaire européen, proposition approuvée par Jean-Claude Juncker le 1er septembre 2014. Dans le cadre de sa mission de Commissaire européen à la recherche, à l'innovation et à la science, il appelle notamment en mai 2016, avec les dirigeants européens, à un accès ouvert (open data « immédiat » à tous les articles scientifiques dès 2020.
Il est élu maire de Lisbonne le 26 septembre 2021 avec 34 % des voix contre 31 % pour le maire sortant Fernando Medina, bénéficiant en particulier du mécontentement sur les prix des logements qui poussent les classes populaires hors de la capitale. Il prend ses fonctions le 18 octobre suivant.

## Décorations
- Membre de l'Académie portugaise des ingénieurs (2014)
- Ordre du Mérite civil d'Espagne « Encomienda de Numero de Orden del Merito Civil » (2015)
- Doctor honoris causa en droit de l'université de Cork - Irlande (2016)
- Doctor honoris causa de la ESCP Europe - École supérieure de commerce de Paris (2018)
- Honorary Fellow of the AAS - African Academy of Sciences (2018)
- Médaille d’or du Collège d’ingénieurs du Portugal (2019)
- Légion d'honneur française (2025)